# Карл Б'юкс
Карл Б'юкс (англ. Carl Beukes, * 3 жовтня 1976, Йоганнесбург) — південноафриканський актор і модель, найбільше відомий за ролями Пола Макферсона в мильній опері «Isidingo» та архангела Гавриїла у серіалі «Домініон». Володіє англійською мовою та африкаанс.

## Життєпис
Народився 3 жовтня 1976 року у найбільшому місті Південно-Африканської Республіки, столиці провінції Ґаутенг — Йоганнесбурзі. Випускник Національної школи мистецтв (англ. The National School of the Arts), де він студіював ораторське мистецтво та драму (англ. Speech & Drama).
Захоплення — співи та танці; в дитинстві навчався балетному та вільному танцю, модерну та чечітці. Брав участь у численних сценічних, телевізійних, кінематографічних і рекламних проектах. Його улюблені сценічні роботи — «Certified Male», «Macbeth» і «Amadeus».
У вересні 2004 року повернувся до Південної Африки з Лондона, де мешкав протягом 16 місяців.
У вересні 2011 та 2012 років на запрошення кінематографічної команди «Baby, I Love You» брав участь у фестивалі короткометражного кіно «The 48 Hour Film Project», який відбувався у Йоганнесбурзі. Для конкурсної програми були створені мок'юментарі, в яких Карл виконав головну роль та брав участь як один із сценаристів:
- «Devil Boys» (2011). Робота посіла друге місце та отримала нагороди у номінаціях «Найкраща режисура» та «Приз глядацьких симпатій» (група А)[6], а сам Карл був номінований на «Найкращого актора»[7].
- «Veronika» (2012). Робота отримала нагороди у номінаціях «Найкращі спецефекти», «Найкраще звукове оформлення» та «Приз глядацьких симпатій» (група H)[7][8].

## Приватне життя
Наприкінці листопада 2014 року одружився з південноафриканською акторкою Джессікою Доусон (англ. Jessica Dawson). Планування весілля та його організацію закохані зробили самотужки, без сторонньої допомоги. Свій медовий місяць подружжя провело у Занзібарі. Разом Карла та Джессіку можна побачити, зокрема, у пілотному проекті «Childrens Hospital Africa» (2013).
У фільмі «Дівчина» (2012), зйомки якого відбувалися у Кейптауні, співпрацював з Сієнною Міллер, в яку був закоханий:

## Фільмографія

### Кіно
- 2015 «Всевидюще око» — сержант Майк Глісон;
- 2014 «Кайт» — Вік Торнхілл;
- 2013 «Safari» — Ендрю Гірден;
- 2013 «Childrens Hospital Africa» (короткий метр, пілот)[12];
- 2013 «Мандела: Довгий шлях до свободи»[en] — Ніл Барнард[en];
- 2013 «Shotgun Garfunkel» — Брендон;
- 2012 «Stealing Time» — Натан Росс;
- 2012 «Sleeper's Wake» — Шиплі;
- 2012 «Dirty Laundry» (короткий метр) — Марк;
- 2012 «Veronika» (мок'юментарі; конкурсна робота) — Роббі;
- 2011 «Devil Boys» (мок'юментарі; конкурсна робота) — Карл;
- 2010 «Jozi» — Джеймс;
- 2007 «Footskating 101»[en] — мисливець Небворз;
- 2007 «The Last Rites of Passage» (короткий метр) — Джадд;
- 2005 «Crazy Monkey Presents Straight Outta Benoni» — партнер;
- 2002 «Glory Glory»[en] — міліціянт;
- 2001 «Pure Blood» — Фаан;
- 2000 «Hijack Stories»[en] — поліцейський Брікстон № 2.

### Телебачення
- 2020 «Морська поліція: Лос-Анджелес» — Ахос Лаос (сезон 11, епізод 10);
- 2016 «Mars Project» — Річард Сантос;
- 2015 «The Message»[13] — Ріпер (Жнець);

- 2014—2015 «Домініон» — Архангел Гавриїл;
- 2014 «Батьківщина» — Кларк Рассел;
- 2014 «Flikken Maastricht»[en] — Даан ван Дейжелдонк;
- 2012 «Дівчина»[en] — Джим Браун;
- 2011, 2012 «Дикі серцем»[en] — Рік Гелденх'юїш;
- 2010 «Binneland»[en] — Ділан Фур'є;
- 2008 «Мовчазний свідок» — Еміль Ренсерг;
- 2004 «The Res» — Дуг;
- 1999 «Isidingo»[en] — Пол Макферсон;
- 1998 «If This Be Treason» — Антон Німанд.